# Biblioteca di Federico da Montefeltro
La Biblioteca di Federico da Montefeltro, duca di Urbino (1422-1482), è una delle più celebri collezioni manoscritte del Quattrocento. Essa ci è giunta praticamente intatta ed è attualmente conservata presso la Biblioteca Apostolica Vaticana, dove costituisce la parte principale dei Fondi Urbinati (Latini, Greci ed Ebraici).
La fama di questa biblioteca è legata alla eccezionale bellezza dei suoi manoscritti; essa è stata creata in stretta correlazione con la storia personale e politica di Federico da Montefeltro, che l'ha concepita e commissionata al pari di una complessa opera d'arte.

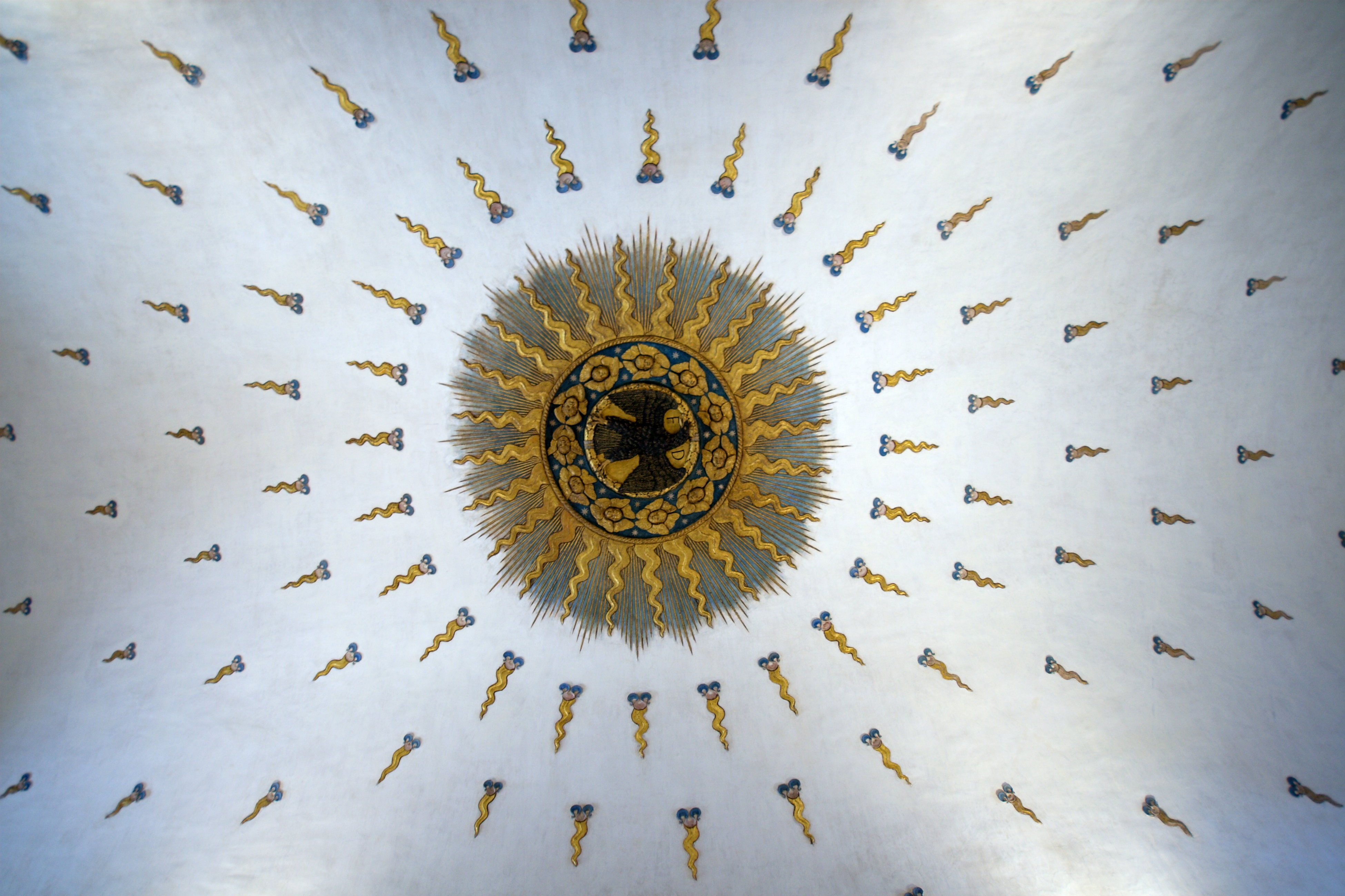
Soffitto della stanza della Biblioteca presso il Palazzo Ducale di Urbino

Vespasiano da Bisticci, ha partecipato attivamente alla creazione della biblioteca e ne offre una dettagliata descrizione nella sua Vita di Federico da Montefeltro. In questa opera il libraio fiorentino sottolinea come la collezione fosse costituita interamente da libri manoscritti: “In quella libraria i libri tutti sono belli in superlativo grado, tutti iscritti a penna, e non ve n'è ignuno a stampa, chè se ne sarebbe vergognato, tutti miniati elegantissimamente, et non v'è ignuno che non sia scritto in cavretto”.

## Formazione
Si calcola che prima del 1464 i codici manoscritti presenti alla corte urbinate non superavano il centinaio; nel 1482 alla morte di Federico di Montefeltro, la collezione comprendeva oltre 900 volumi, dei quali 600 in latino e volgare, 168 in greco, 82 in ebraico 2 in arabo.
La maggior parte dei volumi venivano acquistati o commissionati presso librai, altri venivano ricevuti in dono, in alcuni casi venivano acquistati consistenti gruppi di libri da altre collezioni, come è avvenuto per i manoscritti greci provenienti dalle biblioteche di Palla Strozzi e Angelo Vadio.
Per i manoscritti ebraici la tradizione riporta che siano stati ottenuti da Federico come bottino in seguito alla presa di Volterra del 1472, ma recenti studi hanno mostrato che la collezione era appartenuta a Emanuele di Volterra ed era stata messa in vendita in quegli anni.
Di questa biblioteca resta un inventario, il cosiddetto Indice vecchio. Compilato nella sua prima stesura intorno al 1487 dal bibliotecario di Guidubaldo da Montefeltro, Agapito da Urbino, probabilmente riprende il primo inventario redatto da Lorenzo Astemio che sovrintendeva alla biblioteca sotto il governo di Federico. Questa testimonianza è fondamentale per una ricostruzione della biblioteca in quanto riporta l'ordine esatto con cui i libri venivano conservati, descrive le legature originali, segnala i prestiti e i libri scomparsi.

## Le opere

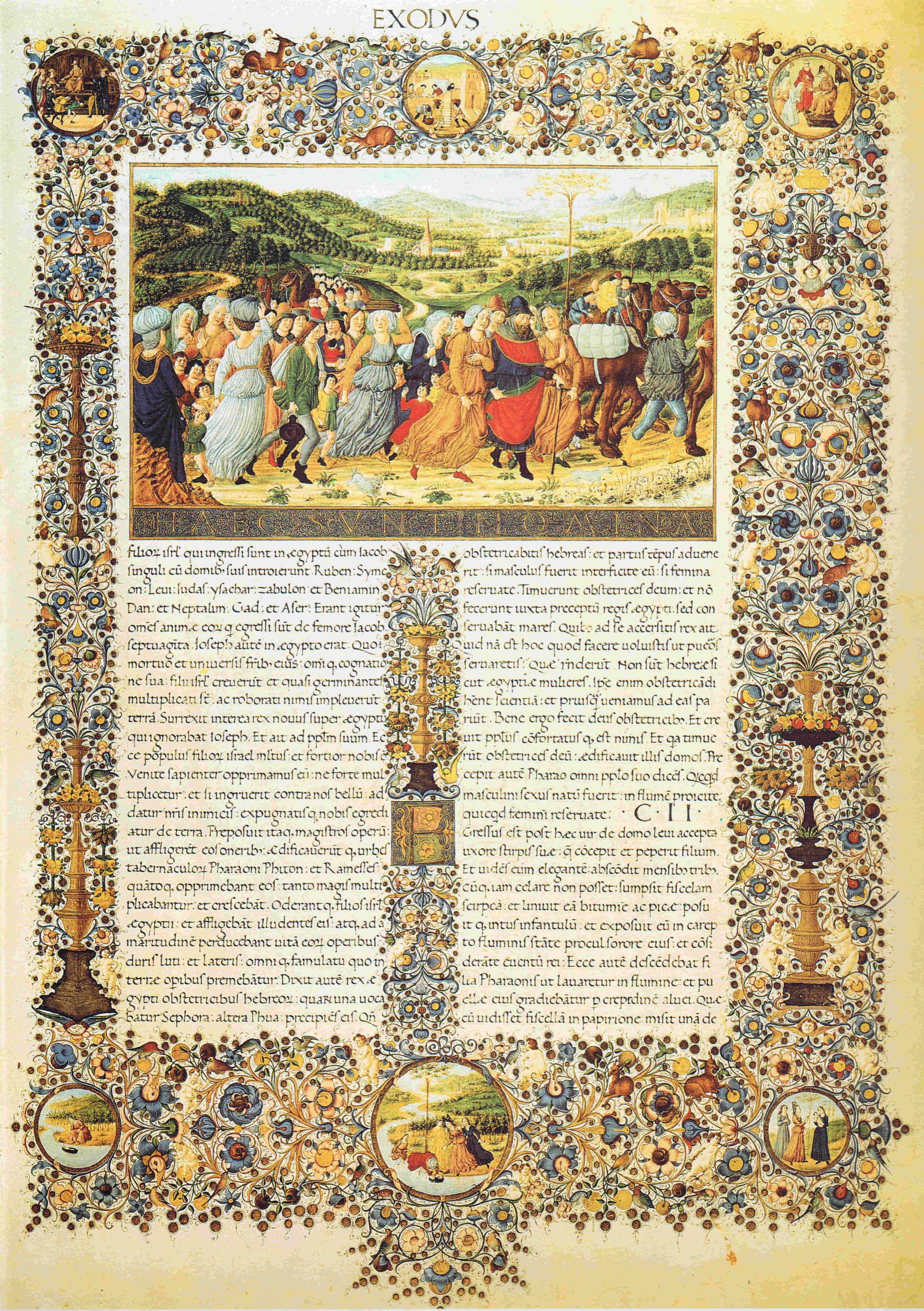
Urb. lat. 1, f. 27r, Bibbia di Federico da Montefeltro

In quanto ai contenuti, la collezione si connota come una raccolta di stampo tipicamente umanistico: contiene il corpus della cultura classica allora conosciuta, uno scarso numero di opere in volgare (una settantina circa) e di epoca medievale (ad eccezione di quelle filosofiche, teologiche e patristiche che sono invece in numero consistente) e numerosi testi contemporanei. In particolare il 32% delle opere in latino e in volgare è rappresentato da autori della letteratura classica, latini, ma anche greci in traduzione; il 17% riguarda autori umanistici, mentre le opere medievali assommano al 18% della raccolta; la carenza di poeti e prosatori medievali viene bilanciata dal sostanzioso numero di trattati teologici, pari al 28% del totale a cui si può affiancare un 2% di quelli sacri; si trovano inoltre una serie di opere di diritto pari al 3%. È degno di nota il fatto che sia nelle opere dell'antichità, sia tra quelle medievali e contemporanee si rileva un particolare interesse per i trattati tecnico-scientifici, soprattutto di medicina, matematica, astronomia, mascalzia, scienza militare, geografia, prospettiva e architettura.
Nella creazione della Biblioteca urbinate Federico da Montefeltro è stato affiancato da alcuni personaggi che hanno avuto un ruolo importante nell'indirizzare la fisionomia della collezione, in particolare:
Ottaviano Ubaldini della Carda, (1423-1498) personaggio di rilievo alla corte di Urbino, secondo soltanto a Federico; egli governa lo stato durante le frequenti assenze del condottiero, curando particolarmente l'aspetto culturale della corte e soprattutto la biblioteca. Ai suoi interessi si può ascrivere specificamente la presenza nella biblioteca di testi astrologici e filosofici.
Battista Sforza (1446-1472), seconda moglie di Federico, con spiccati interessi per la lingua e la grammatica latina. La sua influenza si può ritrovare nella presenza all'interno della collezione di autori classici, in particolare di opere grammaticali e retoriche.
Vespasiano da Bisticci, il più importante libraio del Quattrocento, dirigeva un'importante bottega a Firenze per copiare e miniare manoscritti, e forniva codici a numerosi Signori dell'epoca. Per la biblioteca di Federico, egli ha svolto un ruolo di rilievo, non limitandosi a procurare libri e a intessere rapporti con copisti e miniatori, ma suggerendo anche quali testi acquistare, operando confronti con i cataloghi delle principali biblioteche contemporanee. Vespasiano si è messo al servizio del signore di Urbino intorno al 1468 e dieci anni dopo, pur cessando ufficialmente la propria attività, ha continuato ad essere coinvolto nella produzione di libri per Federico. Vespasiano ha influenzato in modo determinante la decisione di seguire per le acquisizioni il più famoso canone bibliografico dell'epoca, quello scritto nel 1436-37 da Tommaso Parentucelli da Sarzana - futuro papa Niccolò V -, su richiesta di Cosimo de’ Medici per la biblioteca del convento fiorentino di San Marco. Seguendo le indicazioni del Canone del Parentucelli, la Biblioteca della Corte di Urbino si arricchisce di opere teologiche, testi Aristotelici e Commentari scolastici; mentre gli interessi di Federico e della corte incidono sull'acquisizione di opere di autori classici e umanistici oltre alle opere tecniche e scientifiche.

## Manoscritti, copisti e miniatori

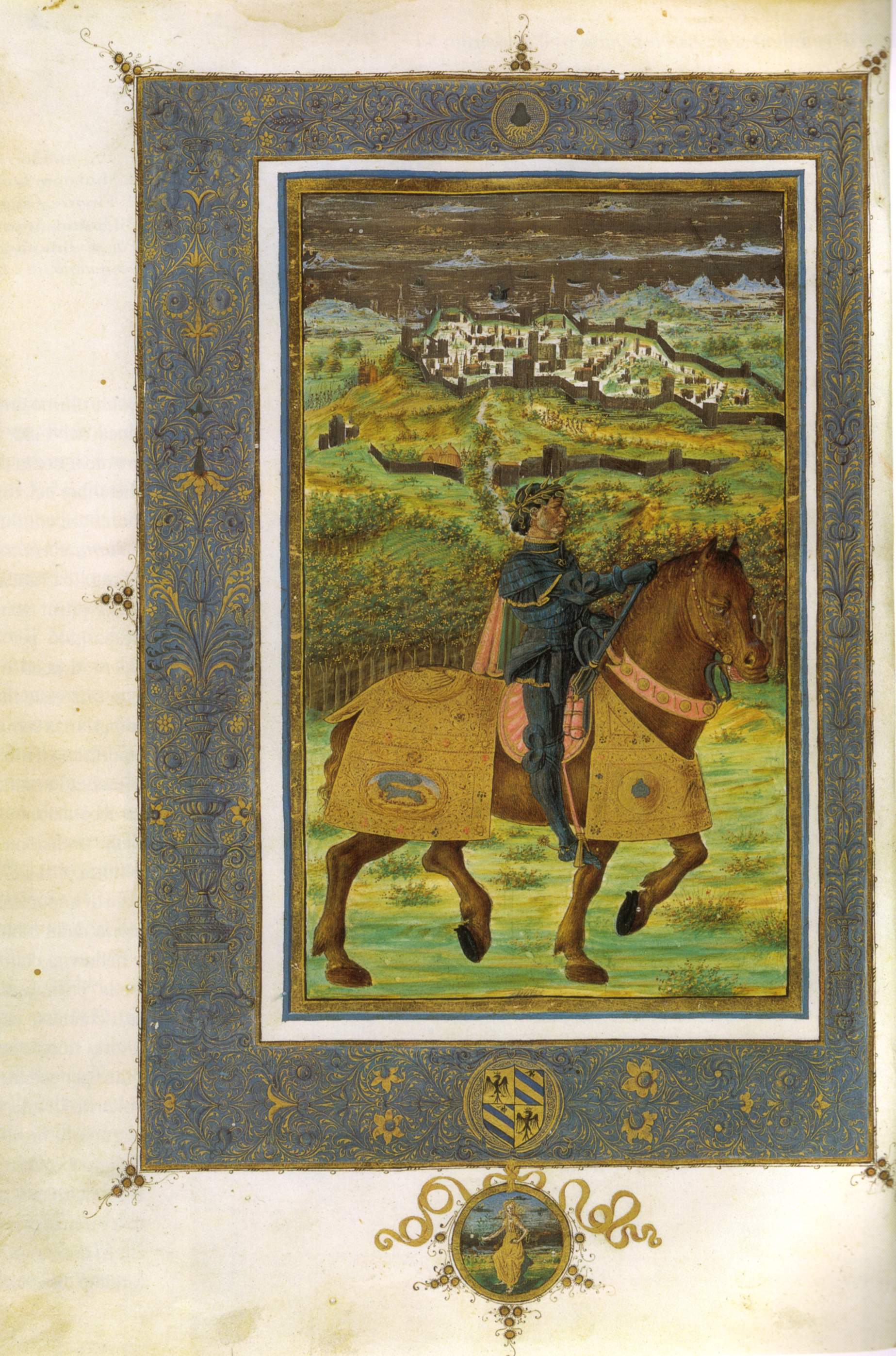
Urb. lat. 491, f. IVv, Poggio Bracciolini, Historia Florentina

### Manoscritti di origine fiorentina
Circa un terzo della collezione urbinate—almeno 300 manoscritti—proviene da Firenze, per il tramite di Vespasiano da Bisticci che coinvolge i migliori artisti fiorentini. I primi codici richiesti sono quelli di poeti e oratori classici, connotati dalla decorazione “a bianchi girari” che fin dal secondo decennio del Quattrocento caratterizza la produzione fiorentina, come mostrano i codici decorati da Francesco di Antonio del Chierico e dal Maestro del Lattanzio riccardiano. Nella biblioteca di Urbino entrarono, inoltre, le splendide pagine decorate da Bartolomeo di Domenico di Guido, dal Maestro del Senofonte Hamilton, da Domenico Ghirlandaio; accanto ad essi lavorarono più di quaranta copisti. Dopo la morte di Piero de' Medici, nel 1469, Federico assorbì l'attività dei miniatori fiorentini; si rileva un'evoluzione nel gusto del signore urbinate che predilige volumi spettacolari, dotati spesso di miniature a piena pagina. Intorno al 1472 fu Francesco Rosselli, con l'Urbinate latino 277, contenente la Cosmographia di Tolomeo, con le illustrazioni del cosmografo fiorentino Pietro del Massaio, ad inaugurare questo nuovo corso. Francesco di Antonio del Chierico, in quel torno di tempo si applicò alla grandiosa Bibbia (Urbinate latino 1-2), ai Sermoni di San Bernardo (Urbinate latino 93) e ai Carmina di Prudenzio (Urbinate latino 666), capolavori della collezione urbinate.

### LoScriptoriumurbinate
La decisione di investire sulla biblioteca favorì la creazione di uno Scriptorium a Urbino che in alcuni anni si rivelò particolarmente attivo e che elaborò dei canoni stilistici originali, facendo proprie le suggestioni dei principali centri di produzione libraria italiana dell'epoca. Ciò avviene in particolare per la decorazione dei manoscritti a opera di un gruppo di anonimi miniatori, attivi nello Scriptorium urbinate già all'inizio degli anni Settanta, il cui stile si distinse chiaramente da quello dei miniatori fiorentini, ferraresi e veneti, operando una sorta di originale osmosi tra quelle diverse culture artistiche: propose la miniatura dell'antiporta di forma circolare di tipologia fiorentina, fregi “a bianchi girari” abitati da fiori, animali e uccelli di derivazione fiorentina e romana, motivi decorativi come il cappio intrecciato di ascendenza mantovana e ferrarese, fiori simili anch'essi a quelli di tradizione ferrarese.
Personaggio di indubbio rilievo in seno allo Scriptorium urbinate è il copista Federico Veterani, dalla mano accurata e capace di eguagliare la grafia di buona parte degli esemplari fiorentini; non sembra che egli si sia limitato a copiare i testi, ma talvolta intervenne assemblando manoscritti miscellanei, come nel caso di testi legati alla corte o ai suoi reggenti. Intorno al 1475 il Veterani venne affiancato da un copista che presenta una grafia ancora più elegante e raffinata: Matteo Contugi, di origine toscana, prevalentemente attivo fino a quel momento per gli Este e per i Gonzaga. A lui venne poi affidata la copia di alcuni tra i libri più prestigiosi della biblioteca federiciana e per suo tramite giunsero da Ferrara a Urbino alcuni eccellenti miniatori, in particolare Guglielmo Giraldi, suo nipote Franco Leoni, Franco dei Russi, ciò si rispecchia pienamente nel mirabile apparato iconografico del Dante (Urb. lat. 365) e dell'Evangeliario urbinati (Urb. lat. 10). A Urbino giunsero anche artisti come Bartolomeo della Gatta, pittore e miniatore camaldolese, e Giovanni Corenti.

## Il trasferimento presso la Biblioteca Apostolica Vaticana
La nascita e lo sviluppo della splendida biblioteca urbinate è intimamente legata a Federico, ai suoi gusti, alle sue aspirazioni, alla sua politica; alla morte del duca, essa conosce un arresto improvviso nel suo accrescimento.
Nel 1574 diviene duca di Urbino Francesco Maria II della Rovere, appassionato bibliofilo, che crea nella residenza di Urbania una nuova biblioteca, moderna, ricca di stampati. Alla sua morte, avvenuta il 18 aprile 1631, Francesco Maria lascia per testamento alla Comunità urbinate tutti i manoscritti conservati a Urbino e ad Urbania. Dopo venticinque anni, il papa bibliofilo Fabio Chigi, salito al soglio con il nome di Alessandro VII, dispone con motu proprio del 7 agosto 1657 il trasferimento della libreria dei duchi feltreschi e rovereschi presso la Biblioteca Apostolica Vaticana.